# مات ماتوكس
مات ماتوكس (بالإنجليزية: Matt Mattox)‏ هو مصمم رقص وممثل أمريكي، ولد في 18 أغسطس 1921 بتلسا في الولايات المتحدة، وتوفي في 18 فبراير 2013 ببيربينيا في فرنسا.

## أعمال

### أفلام
- (1954) سبع عرائس لسبعة إخوة

## وصلات خارجية
- مات ماتوكس على موقع IMDb (الإنجليزية)
- مات ماتوكس على موقع ألو سيني (الفرنسية)
- مات ماتوكس على موقع أول موفي (الإنجليزية)
- مات ماتوكس على موقع قاعدة بيانات برودواي على الإنترنت (الإنجليزية)
- مات ماتوكس على موقع قاعدة بيانات الأفلام السويدية (السويدية)
- مات ماتوكس على موقع قاعدة بيانات الفيلم (الإنجليزية)
- مات ماتوكس على موقع كينوبويسك (الروسية)